# 准东站
准东站位于中华人民共和国新疆维吾尔自治区昌吉回族自治州吉木萨尔县，是乌将铁路上的火车站，于2009年11月18日启用，2019年7月12日开通客运业务，由中国铁路乌鲁木齐局集团管辖。

## 歷史
- 2009年11月18日启用。
- 2019年7月12日开通客运业务。
- 2025年3月1日重新开放客运业务，每日一对列车往返乌鲁木齐和阿勒泰。

## 車站周邊
- 新疆准东经济技术开发区

## 外部連結
- 中国铁路客户服务中心（页面存档备份，存于）